# Höxter (huyện)
Höxter (/ˈhœkstɐ/) là một huyện ở phía đông bang North Rhine-Westphalia, Đức. Các huyện giáp ranh là Holzminden, Northeim, Kassel, Waldeck-Frankenberg, Hochsauerland, Paderborn, và Lippe.

## Lịch sử
Khu vực huyện Höxter ngày nay đã thuộc địa phận giám mục Paderborn cho đến khi được nhập vào Phổ năm 1802. Năm 1816, chính quyền Phổ đã lập ba huyện ở khu vực này là Höxter, Brakel và Warburg. Năm 1832 Höxter và Brakel được hợp nhất.
Huyện hiện nay được lập năm 1975 khi hai huyện cũ là Warburg và Höxter được hợp nhất. Đồng thời, các đô thị và các thị xã thuộc huyện được hợp nhất để lập 10 thị xã như ngày nay.

## Địa lý
Huyện nằm ở phía đông các đồi của rừng Teutoburg, đặc biệt là Eggegebirge, và một phần Weserbergland. Đỉnh cao nhất là Köterberg (496 m). Sông chính là Weser ở phía đông huyện.

## Đô thị
| 1. Bad Driburg 2. Beverungen 3. Borgentreich 4. Brakel 5. Höxter | 1. Marienmünster 2. Nieheim 3. Steinheim 4. Warburg 5. Willebadessen |